# Kanton Béthune-Sud
Der Kanton Béthune-Sud war von 1973 bis 2015 ein französischer Kanton im Arrondissement Béthune, im Département Pas-de-Calais und in der Region Nord-Pas-de-Calais; sein Hauptort war Béthune. Der Kanton lag im Mittel 34 Meter über Normalnull, zwischen 18 Metern in Béthune und 100 Metern in Allouagne.

## Gemeinden
Der Kanton bestand aus sechs Gemeinden und einem Teil der Stadt Béthune (angegeben ist die Gesamteinwohnerzahl, im Kanton lebten etwa 5.600 Einwohner der Stadt):
| Gemeinde               | Einwohner Jahr | Fläche km² | Bevölkerungsdichte | Code INSEE | Postleitzahl |
| ---------------------- | -------------- | ---------- | ------------------ | ---------- | ------------ |
| Allouagne              | 2.992 (2013)   | 7,81       | 383 Einw./km²      | 62023      | 62157        |
| Béthune                | 25.463 (2013)  | –          | – Einw./km²        | 62119      | 62400        |
| Fouquereuil            | 1.340 (2013)   | 2,01       | 667 Einw./km²      | 62349      | 62232        |
| Fouquières-lès-Béthune | 1.069 (2013)   | 2,42       | 442 Einw./km²      | 62350      | 62232        |
| Labeuvrière            | 1.706 (2013)   | 6,11       | 279 Einw./km²      | 62479      | 62122        |
| Lapugnoy               | 3.425 (2013)   | 8,61       | 398 Einw./km²      | 62489      | 62122        |
| Verquin                | 3.436 (2013)   | 3,7        | 929 Einw./km²      | 62848      | 62131        |